# Haby Niaré
Haby Niaré (Mantes-la-Jolie, 26 de junio de 1993) es una deportista francesa que compite en taekwondo.
Participó en los Juegos Olímpicos de Río de Janeiro 2016, obteniendo una medalla de plata en la categoría de –67 kg. Ganó una medalla de oro en el Campeonato Mundial de Taekwondo de 2013 y cuatro medallas en el Campeonato Europeo de Taekwondo entre los años 2010 y 2016.

## Palmarés internacional
| Juegos Olímpicos   | Juegos Olímpicos         | Juegos Olímpicos  | Juegos Olímpicos |
| Año                | Lugar                    | Medalla           | Categoría        |
| ------------------ | ------------------------ | ----------------- | ---------------- |
| 2016               | Río de Janeiro (Brasil)  | Medalla de plata  | –67 kg           |
| Campeonato Mundial |                          |                   |                  |
| Año                | Lugar                    | Medalla           | Categoría        |
| 2013               | Puebla (México)          | Medalla de oro    | –67 kg           |
| Campeonato Europeo |                          |                   |                  |
| Año                | Lugar                    | Medalla           | Categoría        |
| 2010               | San Petersburgo (Rusia)  | Medalla de oro    | –62 kg           |
| 2012               | Mánchester (Reino Unido) | Medalla de plata  | –67 kg           |
| 2014               | Bakú (Azerbaiyán)        | Medalla de plata  | –67 kg           |
| 2016               | Montreux (Suiza)         | Medalla de bronce | –67 kg           |